# Galzignano Terme
Galzignano Terme est une commune italienne d'environ 4 400 habitants située dans la province de Padoue, dans la région Vénétie, dans le Nord-Est de l'Italie.

## Géographie
Le village de Galzignano est situé en zone collinéenne, à environ 22 mètres au-dessus du niveau de la mer.
Le territoire de Galzignano est délimité : au sud par les communes de Monselice, Arquà Petrarca et en petite partie par Baone, au nord par celles de Torreglia et Teolo, à l’est par Vo’, Cinto Euganeo et à l’ouest par Montegrotto Terme et Battaglia Terme.

### Territoire
Le village est situé dans le parc régional des Colli Euganei, au pied du mont Rua et du mont Gallo, où les Colli Euganei se confondent avec la plaine du Pô. Il partage avec trois autres communes voisines le sommet du mont Venda.

## Histoire

### Histoire ancienne
Les premières traces de civilisation à Galzignano remontent à la période comprise entre le XIVe et le XIIe siècle av. J.-C., durant l'âge du Bronze et l'âge du Fer. Les découvertes archéologiques témoignent qu’un petit groupe de personnes vivait juste en dessous du sommet du mont Orbieso, sur le versant sud, probablement pour des raisons stratégiques, car depuis cette position, ils pouvaient contrôler toute la zone thermale.
Une autre découverte archéologique importante est celle d’une borne frontière, datée de 141 av. J.-C., utilisée par les Romains pour marquer la fin du territoire des Atésins et le début de l’Agro Patavino.

### Moyen Âge
Le plus ancien document mentionnant Galzignano date du 9 février 952, dans lequel l’empereur Otton Ier confirmait au chapitre de la cathédrale de Padoue la possession de « trois manses à Galzignano » cette même année. D’autres documents rédigés à Vérone le 14 février 1077 mentionnent une «Villa que dicitur Galzegnano».
En 1297, le nom «Galzignano» est à nouveau cité dans la Dîme papale. Au XIIIe siècle, un petit château fut construit au sommet d’une colline (Monte del Castello ou Castelletto), mentionné pour la première fois en 1259. Ce château était probablement un fief épiscopal, confirmé en 1288 à Nicolò da Lozzo. Il semble également qu’entre 1200 et 1300 une autre fortification se trouvait sur le mont Castellazzo ; les noms de ces deux collines dériveraient des deux forteresses distinctes.
Les zones situées au pied des collines étaient autrefois marécageuses, et ce n’est qu’à partir du milieu du XVIe siècle qu’elles furent assainies grâce à l’intervention de grandes familles vénitiennes qui, après avoir acquis les terres, décidèrent d’y construire leurs demeures.
À partir de 1160, un monastère fut fondé sur le mont Venda à l’initiative d’un moine du monastère de Sainte-Giustine. En 1229, le monastère passa aux moines bénédictins. Son existence prit fin en 1771, lorsque la république de Venise en ordonna la suppression. Par la suite, les biens du monastère furent acquis par la famille Erizzo, qui transforma l’ensemble en refuge pour bergers. C’est pour cette raison que le monastère tomba en ruines.

### Renaissance
À l’époque de la Renaissance, de nombreuses familles nobles décidèrent de construire leurs villas à Galzignano. Parmi elles, on peut citer : la Villa Benacchio Barbaro, la Villa Vallini Rizzoli Benedetti, construite au XVe siècle et rénovée au XVIIIe siècle, la Villa Pisani Augusta, datant du XVe siècle, la Villa Bertolini Olivato Capodilista, également du XVe siècle, la Villa Civran Emo, du XVIIe siècle, propriété des comtes Emo Capodilista, la Villa Saggini, de la fin du XVIIIe siècle, la Villa Boggian, de la seconde moitié du XVIIIe siècle, et la Villa Barbarigo, située dans le hameau de Valsanzibio.

### Histoire contemporaine
Pendant la Seconde Guerre mondiale, le village fut le théâtre du massacre dit de Vallarega, une tuerie survenue à Luvigliano, perpétrée par les troupes allemandes stationnées dans la localité euganéenne, où des civils furent exécutés.
En représailles à la mort d’un soldat appartenant à l’état-major d’une armée de l’armée allemande, sept otages civils furent fusillés : cinq d’entre eux, membres de formations partisanes, avaient été arrêtés quinze jours plus tôt lors d’une opération de ratissage à Galzignano Terme. L’ordre fut donné par le commandant allemand, le capitaine Lembke, de la Wehrmacht. Les cadavres des victimes furent pendus pendant deux jours aux grands platanes bordant l’allée devant le Palais des Évêques. Ce n’est qu’après quelques jours que les corps furent enterrés ; tandis qu’il ne fut pas possible d’identifier les deux partisans ajoutés à la liste des victimes par Lembke, les cinq autres furent presque immédiatement reconnus.

## Monuments et patrimoine

### Architecture religieuse

#### Ancienne église pievane Santa Maria Assunta
Cette église, située au sommet de la colline dominant le village, doit sa structure actuelle à une restauration effectuée en 1674. Les premières mentions de son existence remontent au IXe siècle. Parmi les œuvres qu’elle abrite figurent quatre retables, dont l’un attribué au peintre Claudio Ridolfi.

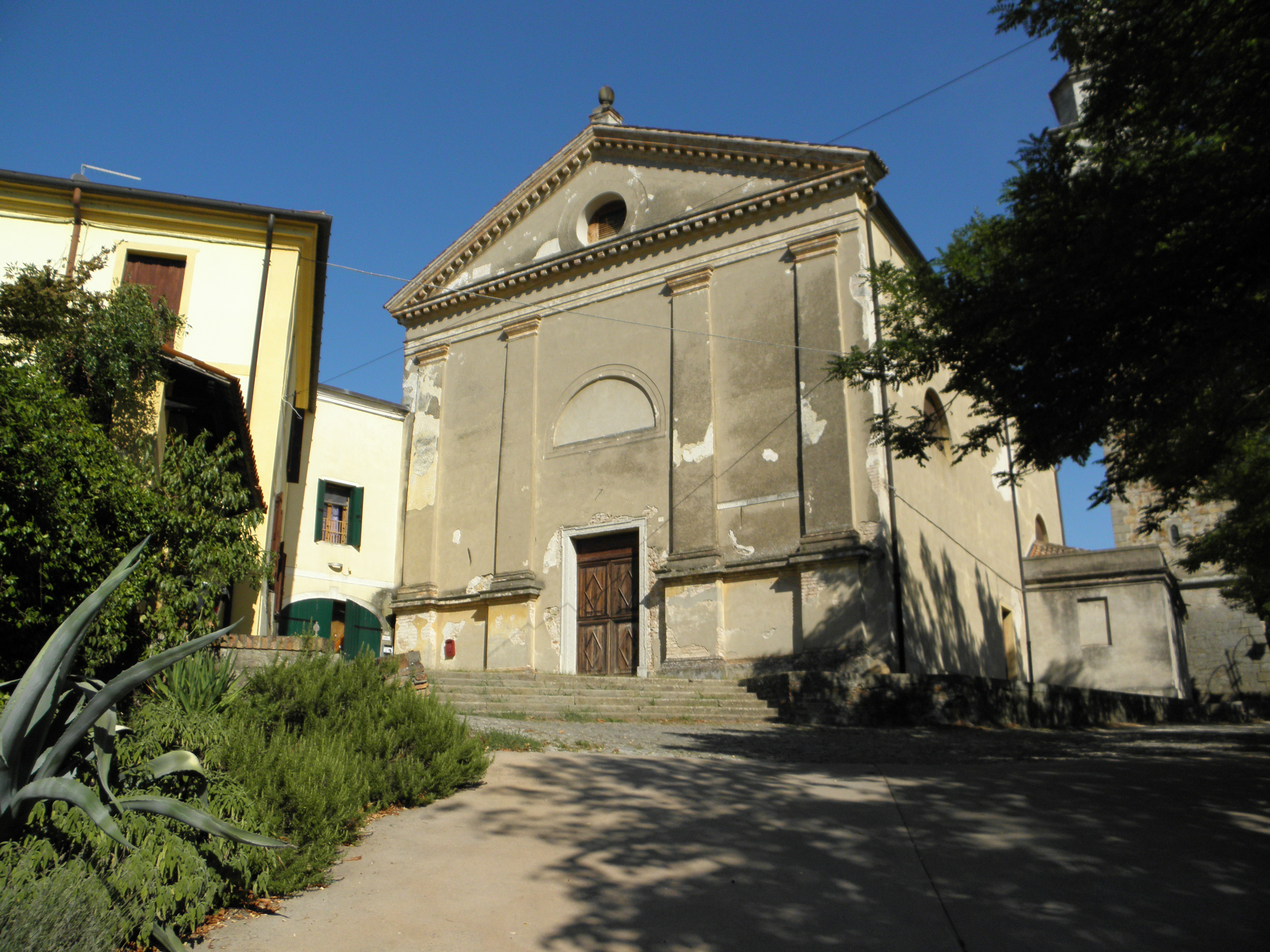
Ancienne église pievane Santa Maria Assunta

#### Église Santa Maria Assunta
Une nouvelle église fut construite en 1961 dans un style néoroman afin de remplacer l’ancienne église pievane. Le clocher de l’ancien édifice fut réutilisé pour la nouvelle construction. L’église est à trois nefs : la nef centrale, plus large, accueille l’autel principal, tandis que les deux nefs latérales contiennent divers autels. Dans l’une des nefs se trouvent des autels dédiés au Sacré-Cœur, à la Vierge Marie et à saint Louis de Gonzague ; dans l’autre, des autels dédiés à saint Antoine de Padoue, à Notre-Dame du Rosaire et un autel utilisé pour les messes en semaine.

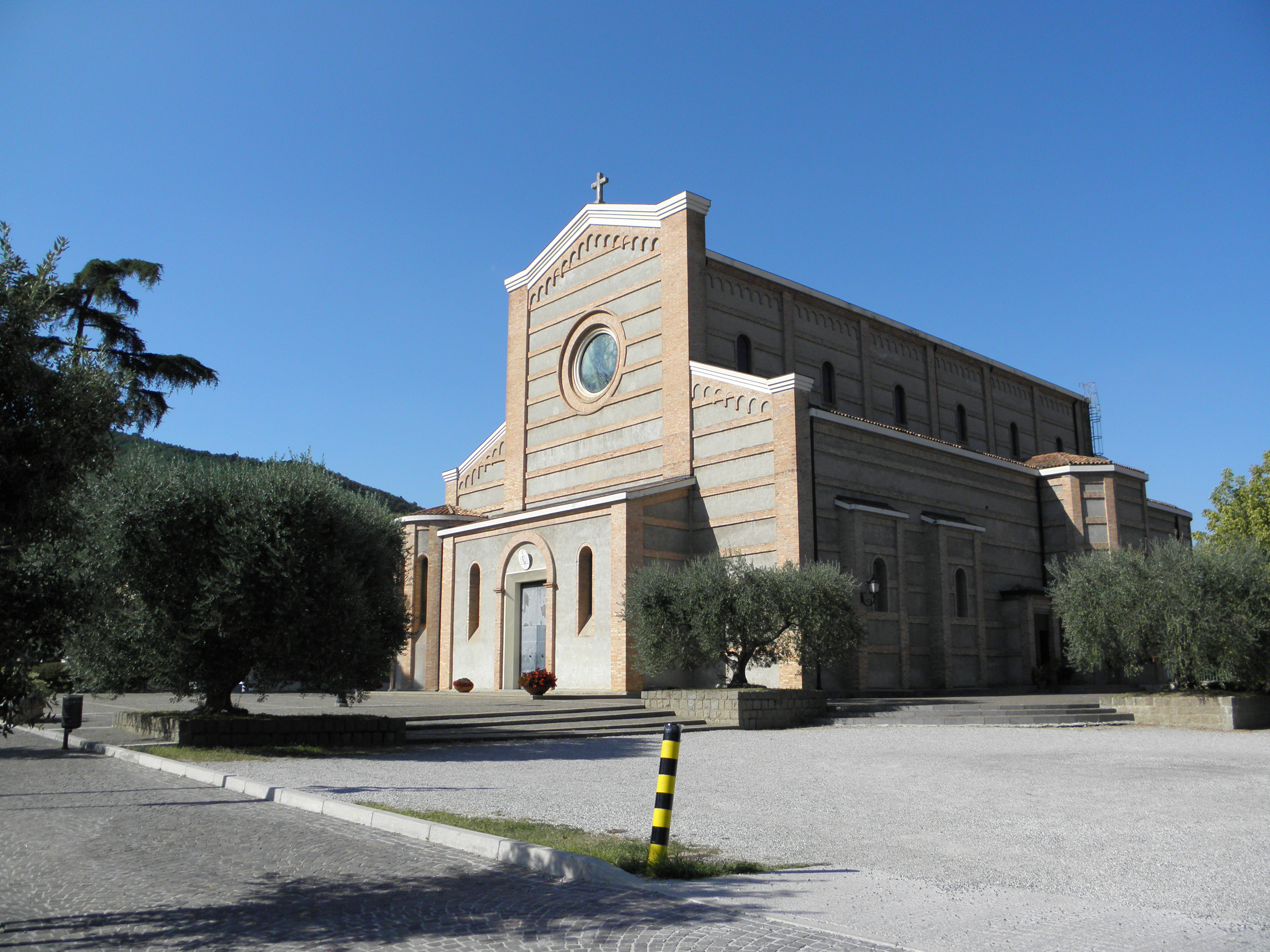
Église Santa Maria Assunta

#### Monastère de Sant’Eusebio
Situé dans la fraction de Valsanzibio, sur un éperon du mont Sant’Eusebio, ce monastère ancien a donné son nom à la vallée, puis au village. Il existait déjà au XIe siècle et servait initialement d’église paroissiale, fonction qu’il perdit à la fin du XIIIe siècle au profit de l’église San Lorenzo. Le monastère passa ensuite sous le contrôle de l’abbaye de Praglia jusqu’au XIXe siècle, époque à laquelle il fut abandonné. Il comprenait une partie religieuse, avec l’église et les bâtiments monastiques au sommet de la colline, et une partie rustique dans la vallée. L’église avait une nef unique et une crypte, et ses murs étaient composés de pierre et de briques. Aujourd’hui, il ne subsiste que des ruines et quelques bâtiments restaurés.

#### Monastère de Santa Maria Annunziata

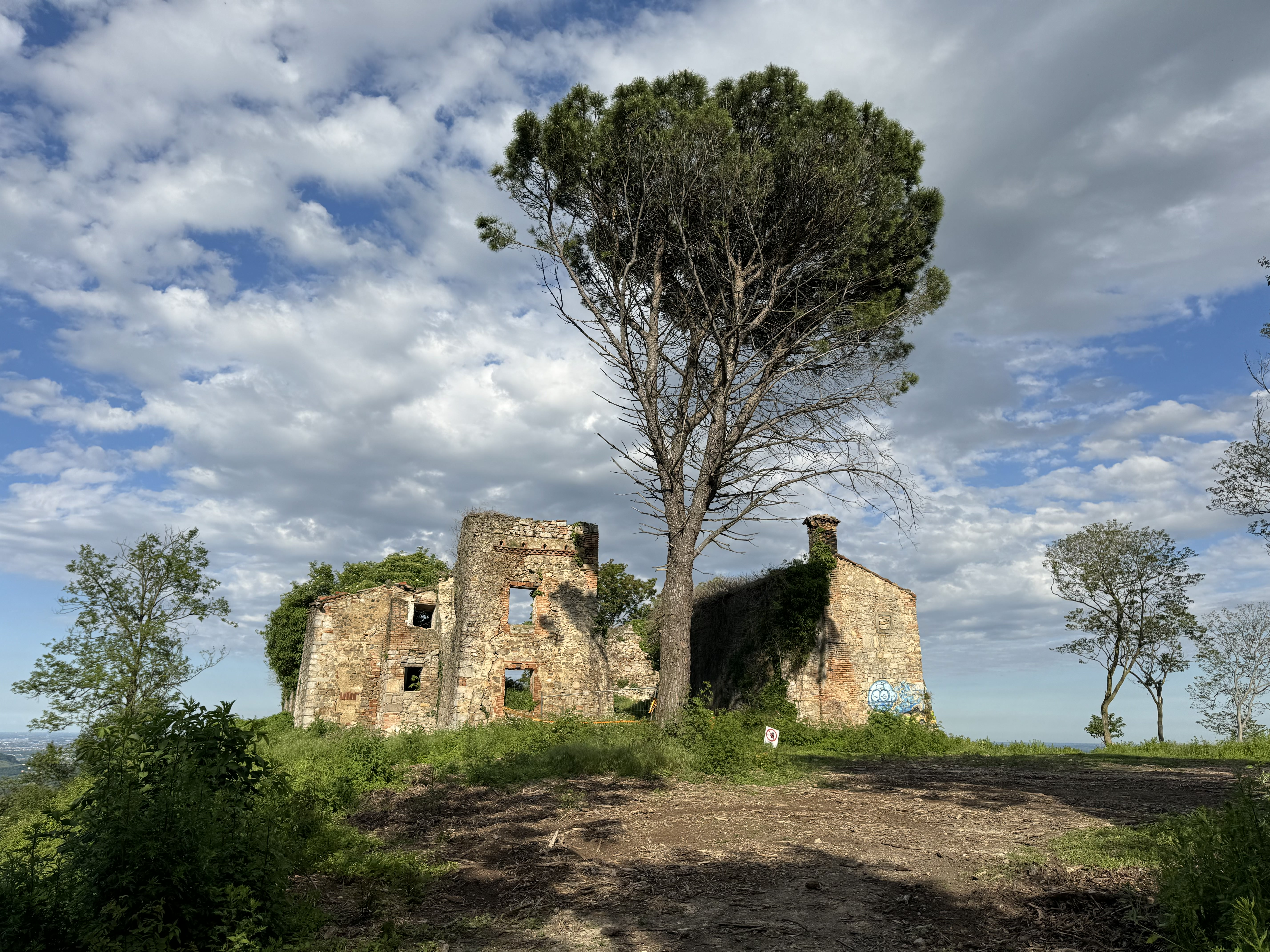
Monastère de Santa Maria Annunziata

En 1233, sur le versant sud du mont Orbieso, un groupe de moines bénédictins de l’abbaye de Praglia fonda le monastère de Santa Maria Annunziata. L’évêque de Padoue, Corrado, nomma comme prieur Pietro Bono, moine bénédictin issu de la communauté padouane de San Benedetto. Les deux monastères situés près de Valsanzibio étaient reliés par un chemin suivant la crête de la colline. Le monastère était organisé autour d’une cour centrale, entouré d’un double mur d’enceinte garantissant la clôture. À l’entrée principale, orientée vers la vallée, se trouvait une petite église. Au sud du portique s’étendait un cimetière, et à l’ouest, une seconde entrée menait à une cour et à la partie agricole du complexe.

#### Monastère des Olivetani
Ce monastère situé sur le mont Venda fut fondé en 1160 à l’initiative d’un moine du monastère de Santa Giustina. Un siècle plus tard, il passa sous la direction des moines bénédictins. Son existence prit fin en 1771, lorsque la république de Venise en ordonna la suppression. Les biens du monastère furent ensuite acquis par la famille Erizzo, qui transforma le complexe en refuge pour bergers, ce qui contribua à sa ruine progressive.

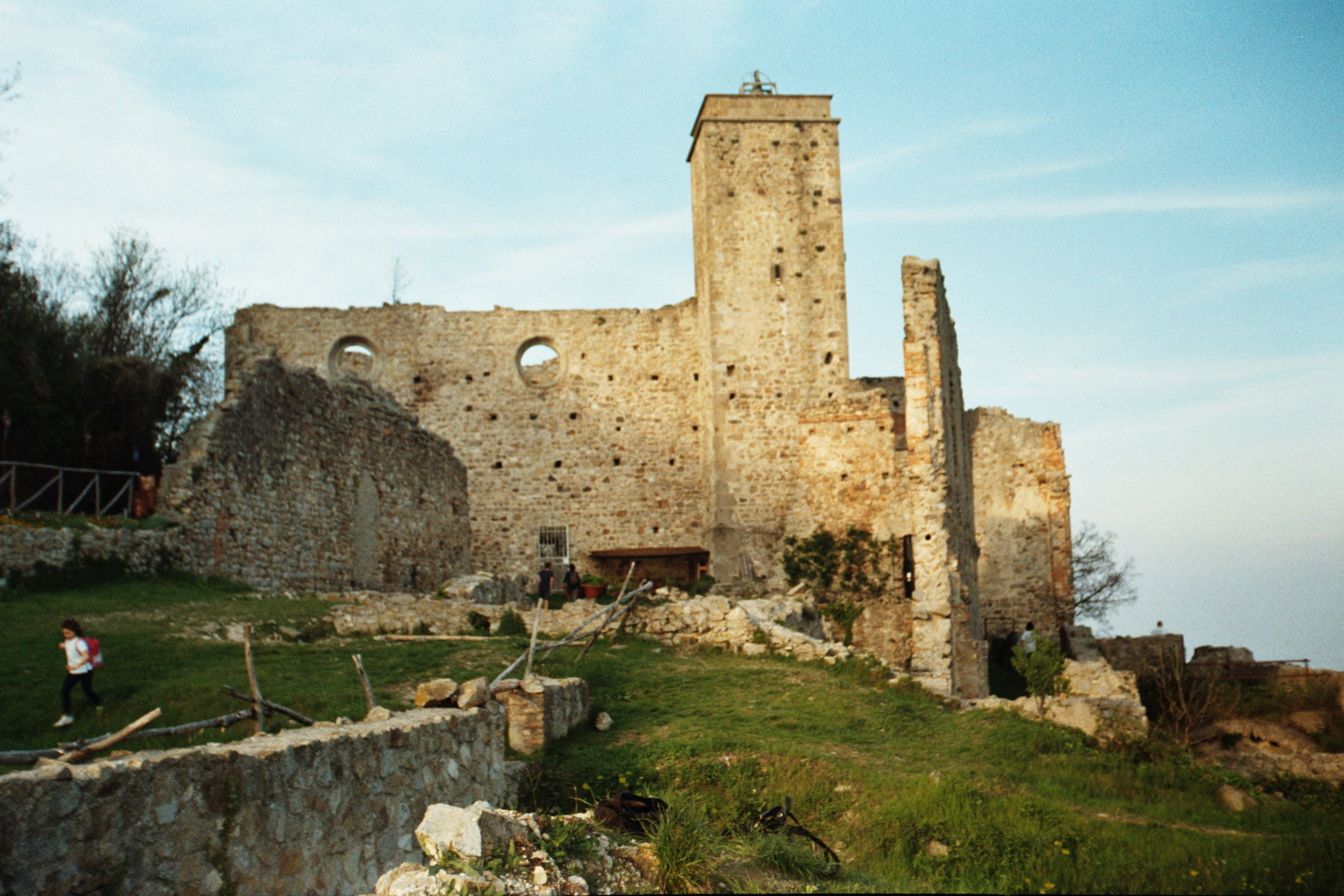
Monastère des Olivetani

#### Église San Lorenzo
Située à Valsanzibio, son apparence actuelle résulte d’une restructuration et d’un agrandissement réalisés au XVIIe siècle par la famille Barbarigo.

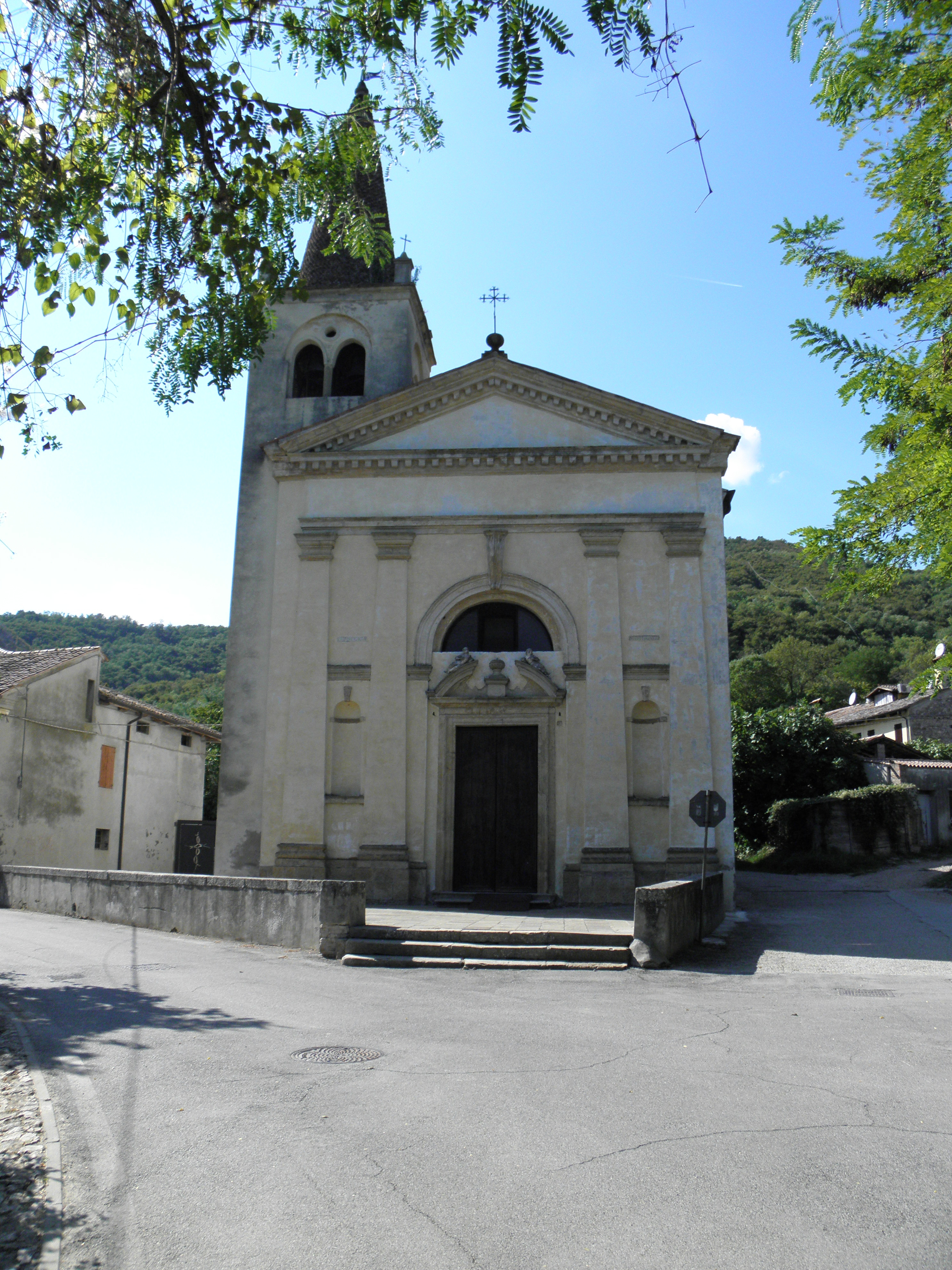
Église San Lorenzo

### Architecture civile

#### Monument aux morts de la Première Guerre mondiale
Réalisé par le sculpteur Luigi Strazzabosco en 1922, il représente un fantassin. À la base, sur un socle carré, s’élève une stèle qui soutient la statue du soldat blessé. Dans un geste ultime, celui-ci lance une grenade de la main droite tout en mordant le col de sa veste.

#### Roccolo Bonato
Situé sur un plateau à l’est du mont Rua, entre les communes de Galzignano Terme et Torreglia. Le roccolo était une construction utilisée pour la capture traditionnelle des oiseaux migrateurs à l’aide de filets.

#### Villa Barbarigo
Datant du XVIIe siècle, elle fut commandée par le noble vénitien Francesco Zuane Barbarigo. Le parc de la villa, situé à Valsanzibio, s’étend sur 15 hectares et constitue un exemple typique de jardin symbolique du XVIIe siècle, avec un système complexe de fontaines.

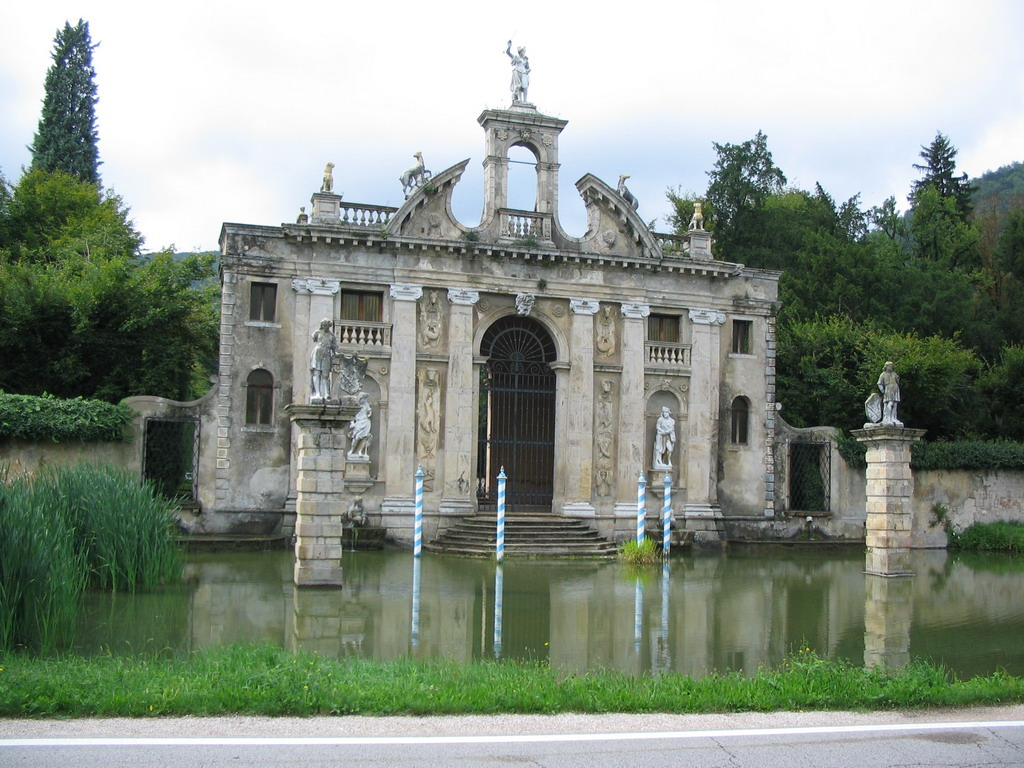
Villa Barbarigo

### Espaces naturels
En 2024, le parc régional des Colli Euganei, incluant le territoire de Galzignano, a été intégré au programme MAB de l’UNESCO. Le programme MAB vise à promouvoir la compatibilité entre le développement socio-économique et la conservation des écosystèmes. Les Colli Euganei ont obtenu cette reconnaissance pour leur valeur naturelle et culturelle, grâce à une candidature coordonnée par l’Ente Parco Colli Euganei avec le soutien de la Région Vénétie.

## Économie
L’économie de la commune de Galzignano Terme repose principalement sur l’agriculture et le tourisme thermal.

### Agriculture
Sur le territoire communal, l’agriculture constitue l’une des activités les plus importantes. À Galzignano, les produits les plus renommés sont le vin et l’huile d’olive. De nombreux vins à appellation d’origine contrôlée Colli Euganei y sont produits, et la commune adhère à l’association «Città dell’Olio» (Villes de l’Huile). Outre divers fruits et légumes d’importance locale, la production de cerises et de jujubes y est également notable.
En 2020, la commune a adopté un règlement pour les produits à dénomination communale (De.Co.), dans le but de protéger et de valoriser les produits traditionnels locaux.

### Tourisme
Les activités thermales, situées dans la localité de Civrana, constituent le principal moteur de l’économie touristique de la ville, qui bénéficie également du dynamisme généré par l’association Strada del Vino dei Colli Euganei (Route des Vins des Colli Euganei).

## Société

### Évolution démographique
Galzignano Terme compte environ 1 510 familles. Selon les données du recensement décennal de l’ISTAT, la population a augmenté de 1,9 % entre 1991 et 2001.

### Ethnies et minorités étrangères
Au 1er janvier 2021, 86 étrangers résident à Galzignano Terme, représentant 2 % de la population totale. L'ethnie la plus nombreuse est la communauté roumaine, avec 32 personnes.

### Traditions et folklore
- Pèlerinage à Monteortone : il a lieu chaque année le premier dimanche après Pâques, en direction de Monteortone, où se trouve un ancien sanctuaire dédié à Notre-Dame de la Santé. Ce pèlerinage a été instauré à la suite des premières épidémies de peste.
- Fête du Rosaire et Palio dei Mussi : pendant cette fête, un défilé en costume d'époque évoque la victoire de la république de Venise contre les Turcs lors de la bataille de Lépante en 1571. On y organise également un palio, une course d’ânes.

## Culture

### Éducation

#### Écoles
La commune de Galzignano dispose d’une école primaire et d’un collège, tous deux faisant partie de l’Institut Carrarese Euganeo.

#### Musées
Le Musée naturaliste et archéologique des Colli Euganei présente de nombreux panneaux informatifs racontant l’origine volcanique du massif collinéen, ainsi que des exemples de la flore et de la faune locales. On y trouve également de la vaisselle et des poteries anciennes découvertes par la famille propriétaire de la Villa Benacchio Barbaro, à l’intérieur même de la villa.

### Théâtre
Deux théâtres sont présents dans la région : l’auditorium communal, géré par la municipalité, et l’amphithéâtre du Venda, situé juste en dessous du sommet du mont Venda, qui accueille régulièrement divers événements et concerts.

### Cinéma
Certaines scènes du film Sole a catinelle, sorti en 2013 avec Checco Zalone, ont été tournées à Galzignano.

## Sport

### Athlétisme
Sur le territoire communal est active l'association locale Galzignano Trail Friends qui, en plus de participer à de nombreuses marches et manifestations de course à pied, organise plusieurs compétitions pédestres au sein du territoire de Galzignano.

### Football
Deux clubs de football sont présents à Galzignano.
Le premier est A.S.D. Polisportiva Real Terme, fondé en 2020 à la suite de la fusion de deux équipes historiques locales: A.C.D. Galzignano Terme 1965 et le Calcio Battaglia 1922. Ce nouveau club est affilié au Calcio Padova. Après avoir disputé pour la première fois de son histoire le championnat de Première Catégorie la saison passée, il évolue actuellement dans le groupe L de Deuxième Catégorie.
L'autre club présent dans la commune est A.S.D. Atletico Galzignano, qui participe lui aussi au groupe L de Deuxième Catégorie pour la saison 2024-2025.

### Installations sportives
Outre diverses activités privées, dont des clubs de tennis et de golf, la commune dispose des installations sportives municipales dédiées à Fiorenzo Pirolo.

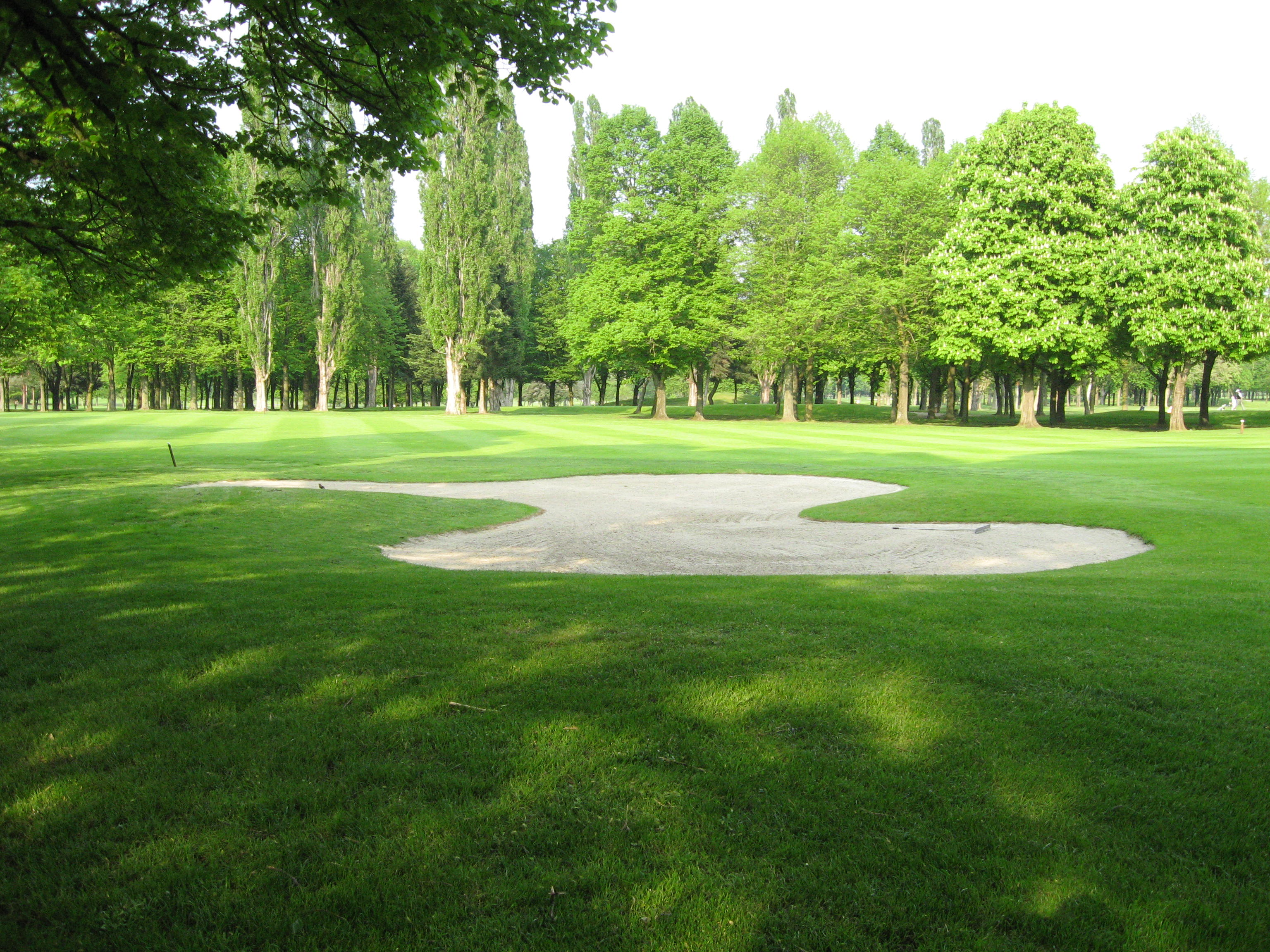
Terrain du Golf Club Padova

## Personnalités
- Giorgio Bertin
- Annibale Brasola
- Elio Brasola

### Communes limitrophes
Arquà Petrarca, Baone, Battaglia Terme, Cinto Euganeo, Monselice, Montegrotto Terme, Teolo, Torreglia, Vo'
Notes et références
1. ↑  (it) Popolazione residente e bilancio demografico sur le site de l'ISTAT.